# 阿佐海岸鉄道ASA-300形気動車
阿佐海岸鉄道ASA-300形気動車 （あさかいがんてつどうASA-300がたきどうしゃ）は、1989年（平成元年）に高千穂鉄道TR-201として製造され、2005年（平成17年）の同鉄道営業休止まで使用されたのち、2009年（平成21年）に阿佐海岸鉄道に譲渡された気動車である。

## 概要
阿佐海岸鉄道では、2008年（平成20年）6月30日に宍喰駅で発生した脱線事故で保有車両2両のうち1両が廃車となり、予備車がない状況となっていた。
時を同じくして、宮崎県を走る第三セクター鉄道の高千穂鉄道高千穂線は2008年（平成20年）12月28日限りで全線が廃止となり、同線で運用されていた気動車も全車両が用途廃止となっていた。
その中でも観光用の内装を有するTR-200形に白羽の矢が立ち、阿佐海岸鉄道に1両（TR-201）が無償譲渡される事が決定した。同車は2009年（平成21年）2月に留置されていた高千穂駅から搬出され、西日本テクノサービスで整備を受けたのち、同年7月31日に阿佐海岸鉄道に向け発送、8月10日よりASA-300形301号車として運用を開始した。

## 車体
車体・走行装置ともに高千穂鉄道時代から大きな変更点はない。
外板塗装も高千穂鉄道時代のものを継承したが、2010年（平成22年）3月以降は白をベースに徳島県のスダチをあしらった『すだちくん』、及び高知県東洋町のポンカンをあしらった『ぽんかんくん』を配したデザインに変更された。
海部寄りの貫通扉下部には、「みなでのらんけ（“みんなで乗ろう”の意）阿佐東線」と描かれた丸形の『すだちくん』仕様のヘッドマーク、甲浦寄りの貫通扉下部には同じく『ぽんかんくん』仕様のヘッドマークが掲げられた。

## 車歴
| 高千穂形式 | 高千穂車両番号 | 高千穂愛称 | 製造      |            | 阿佐形式 | 阿佐車両番号 | 阿佐入籍  | 阿佐愛称 | 廃車 |
| ---------- | -------------- | ---------- | --------- | ---------- | -------- | ------------ | --------- | -------- | ---- |
| TR-200     | TR-201         | かぐら     | 1989年4月 | 2008年12月 | ASA-300  | ASA-301      | 2009年8月 | たかちほ | -    |

## 運用

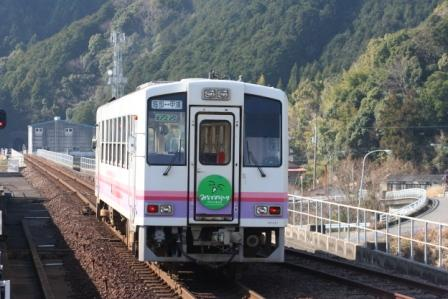
阿佐海岸鉄道導入時の姿。当初は高千穂鉄道時代の塗装のまま運用された。

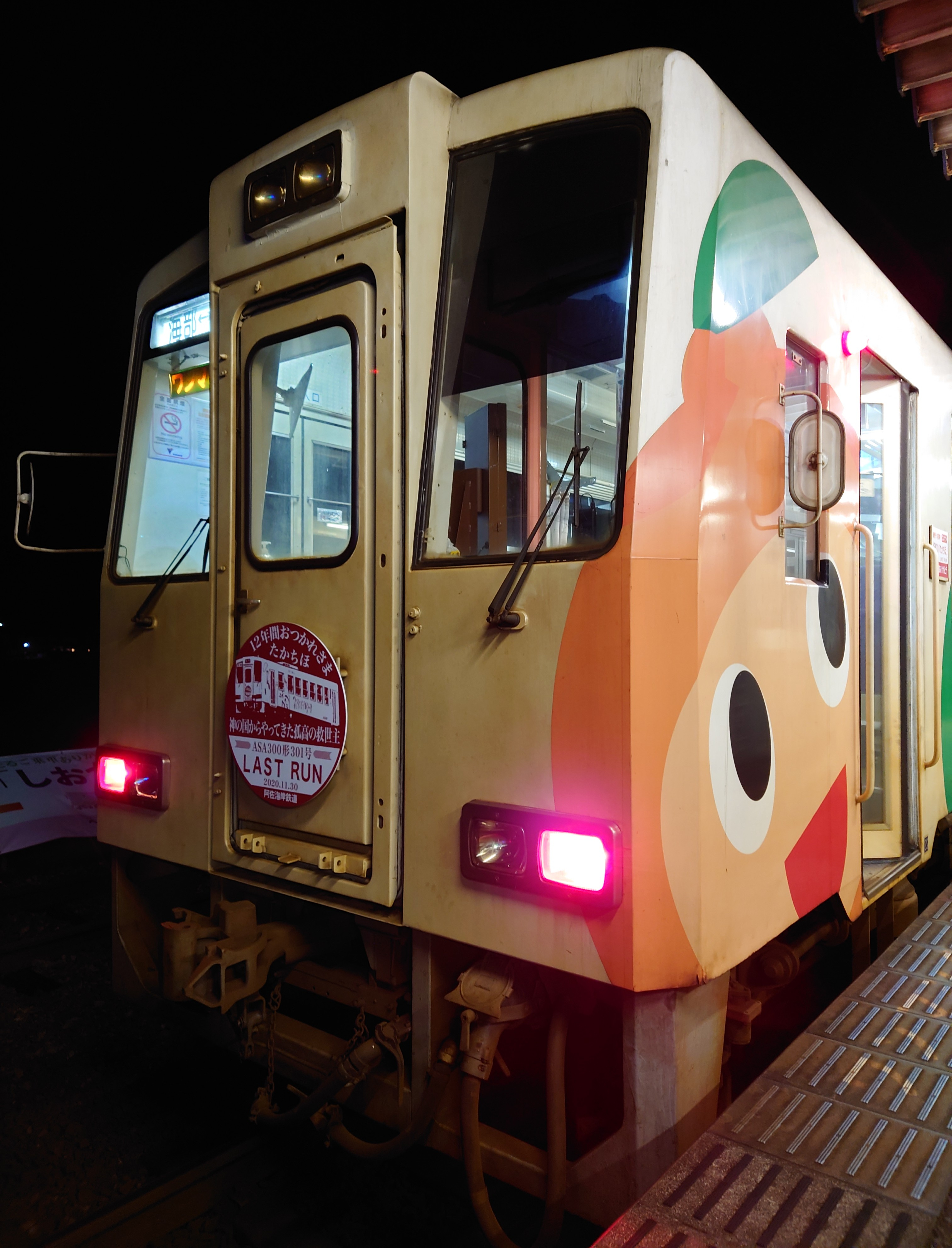
2010年3月からの姿。2020年11月中旬から最終日まで、運用終了記念の特製ヘッドマークが付けられていた。

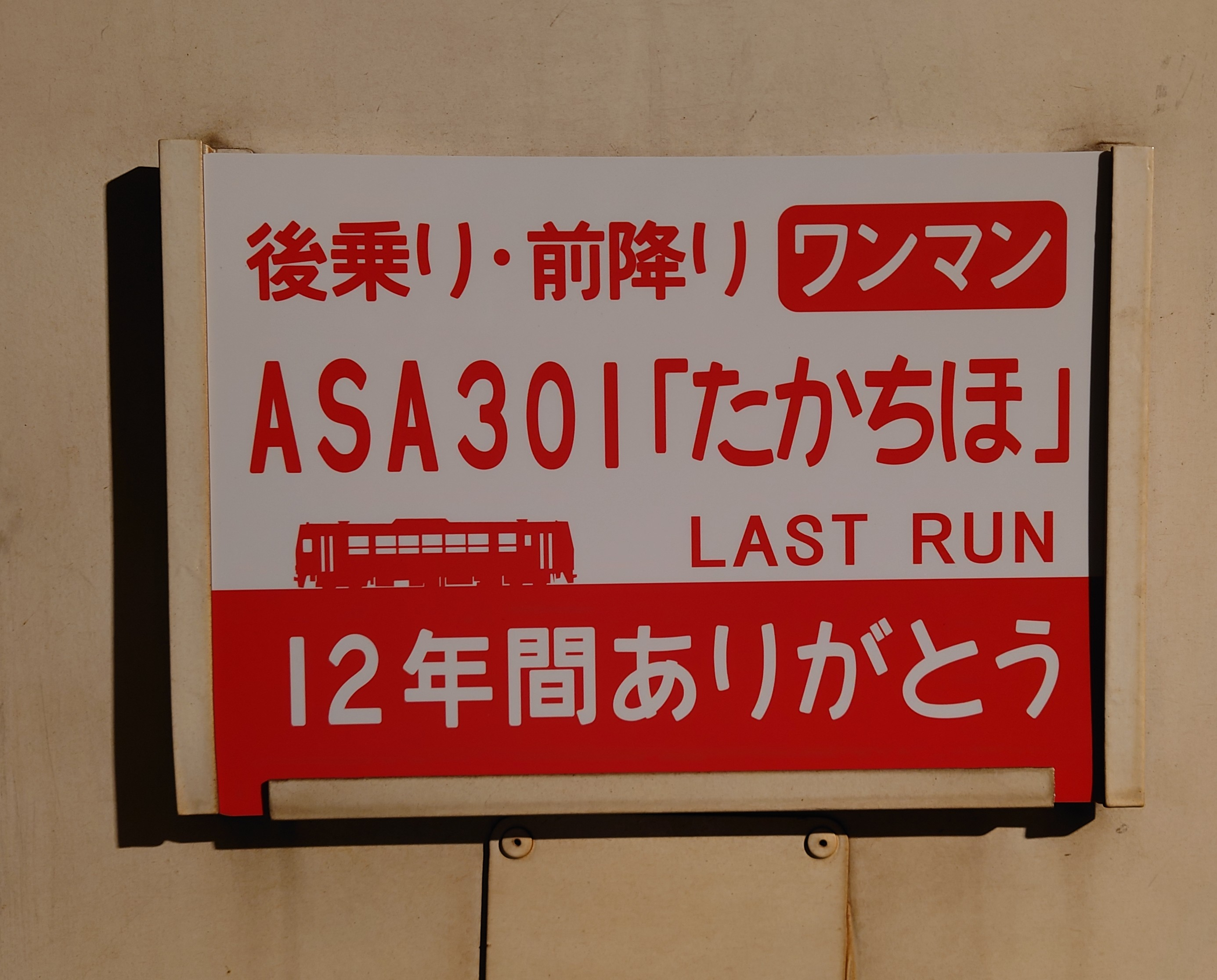
ASA-301乗降口横の運用終了記念サインボード。2020年11月中旬から最終日まで取り付けられていた（2020年11月15日撮影）。

阿佐海岸鉄道阿佐東線海部駅 - 甲浦駅間でASA-100形と共通で運用された。
「たかちほ」の愛称がつけられ、前述の通り当初は高千穂鉄道時代のままの仕様で「高千穂復刻列車」として運用されたが、2010年（平成22年）3月に『すだちくん』と『ぽんかんくん』のデザインに変更された。
2009年（平成21年）12月からは四国旅客鉄道（JR四国）牟岐線牟岐駅への乗り入れ運用にも充当されたが、2019年3月16日のダイヤ改正でこの運用は廃止となった。
阿佐東線へのDMV導入に伴い、2020年（令和2年）11月30日をもって営業運転を終了した。DMV営業運転開始の時点では、宍喰駅南方の車両基地（阿佐海岸鉄道本社脇）に置かれている。

### 書籍
- 寺田 祐一『私鉄気動車30年』JTBパブリッシング、2006年。ISBN 4-533-06532-5。

### 雑誌記事
- 『鉄道ピクトリアル』通巻496号「新車年鑑1988年版」（1988年5月・電気車研究会）
  - 若桜鉄道（株）運輸課長 長廻勲「若桜鉄道WT2500形」 pp. 174

- 『鉄道ピクトリアル』通巻534号「新車年鑑1990年版」（1990年10月・電気車研究会）
  - 藤井 信夫・大幡 哲海・岸上 明彦「各社別車両情勢」 pp. 180-197
  - 高千穂鉄道（株）鉄道部長 久保田 敏之「高千穂鉄道TR-100・200形」 pp. 241
  - 「民鉄車両諸元表」 pp. 284-287
  - 「1990年度車両動向」 pp. 287-302

- 『鉄道ピクトリアル』通巻658号「<特集> レールバス」（1998年9月・電気車研究会）
  - 「第三セクター・私鉄向け 軽快気動車の発達 新潟鉄工所 NDC」 pp. 32-35
  - 高嶋修一「第三セクター・私鉄向け軽快気動車の系譜」 pp. 42-55

- 『レイルマガジン』通巻230号付録（2002年11月・ネコ・パブリッシング）
  - 岡田誠一「民鉄・第三セクター鉄道 現有気動車ガイドブック2002」 pp. 1-32

- 『レイルマガジン』通巻250号（2004年7月・ネコ・パブリッシング）
  - 寺田 祐一「私鉄・三セク気動車 141形式・585輌の今!」 pp. 4-50

- 『鉄道ピクトリアル』通巻795号「鉄道車両年鑑2007年版」（2007年10月・電気車研究会）
  - 岸上 明彦「2006年度民鉄車両動向」 pp. 116-141

- 『鉄道ファン』通巻577号（2009年5月・交友社）
  - 斎藤 幹雄「高千穂鉄道 車両搬出作業実施」 pp. 149-151

- 『鉄道ピクトリアル』通巻825号「鉄道車両年鑑2009年版」（2009年10月・電気車研究会）
  - 岸上 明彦「2008年度民鉄車両動向」 pp. 108-134

- 『鉄道ピクトリアル』通巻840号「鉄道車両年鑑2010年版」（2010年10月・電気車研究会）
  - 岸上 明彦「2009年度民鉄車両動向」 pp. 116-142
  - 「各社別新造・改造・廃車一覧」 pp. 212-225

- 『私鉄車両編成表 2017』（2017年7月・交通新聞社）
  - 「土佐くろしお鉄道」 pp. 182

### Web資料
- “台車近影 NP120D　NP120T ／ 鹿島鉄道KR-500形”.  鉄道ホビダス (2008年5月21日). 2017年11月19日閲覧。
- “列車が車庫で壁に衝突、脱線　徳島・阿佐海岸鉄道”.  朝日新聞 (2008年7月1日). 2018年1月8日閲覧。
- “阿佐海岸鉄道をキハ40が代走”.  railf.jp (2008年9月2日). 2018年1月8日閲覧。
- “阿佐海岸鉄道のJR車による代走が終了”.   railf.jp (2008年10月14日). 2018年1月8日閲覧。
- “阿佐海岸鉄道に再びキハ40が入線”.   railf.jp (2009年1月27日). 2018年1月8日閲覧。
- “高千穂鉄道TR201が輸送される”.  railf.jp (2009年8月2日). 2018年1月8日閲覧。
- “阿佐海岸鉄道と牟岐線の相互乗り入れが再開される”.   railf.jp (2009年12月2日). 2018年1月8日閲覧。
- “車両運行計画表”.   阿佐海岸鉄道. 2018年1月10日閲覧。